# Săsjtinska Sredna gora
Săsjtinska Sredna gora (bulgariska: Същинска Средна гора) är en bergskedja i Bulgarien. Den ligger i regionen Sofijska oblast, i den centrala delen av landet, 90 km öster om huvudstaden Sofia.